# Castelo Tullibole

Castelo Tullibole, Escócia.

O Castelo Tullibole ou Castelo Tulliebole (em inglês:  Tullibole Castle) é um castelo do século XVII localizado em Fossoway, Perth and Kinross, Escócia.

## História
Existe um painel com um brasão de armas que indica que foi construído por John Halliday em 1608, contudo existiu provavelmente uma outra construção anterior, que está registada em Londres referente a Eduardo I de 'Tullibothville' em 1304. No mesmo ano, um memorando declara que Eduardo I tinha intenção de construir um castelo em Tullibothville, mas não conseguiu encontrar nenhum lugar apropriado.
Noutros documentos mostram que em 1490, Tulliebole pertenceu à família Heron, passando para os Halliday no século XVI e depois para os Moncrieff em cerca de 1740.
Encontra-se classificado na categoria "A" do "listed building" desde 5 de outubro de 1971.